# Mitromorpha kilburni
Mitromorpha kilburni é uma espécie de gastrópode do gênero Mitromorpha, pertencente a família Mitromorphidae.